# QCodo
QCodo est un cadriciel (framework) Open Source pour PHP 5.
QCodo construit le Object Relational Model (ORM), les pages web de l'interface CRUD, et les fonctions AJAX sur la base du modèle de données.
QCodo est composé de deux parties indépendantes : le générateur de code et QForms.